# Aldin Čajić
Aldin Čajić (sinh 11 tháng 9 năm 1992) là một cầu thủ bóng đá Bosna và Hercegovina, thi đấu cho İstanbulspor. Anh chơi cho Teplice trước khi ký bản hợp đồng 3 năm với Dukla Praha vào tháng 5 năm 2014. Čajić gia nhập câu lạc bộ Thổ Nhĩ Kỳ Elazığspor vào tháng 1 năm 2017, với bản hợp đồng 2,5 năm.